# Barão de Barcel
Barão de Barcel é um título nobiliárquico criado por D. Luís I de Portugal, por Decreto de 4 de Setembro de 1879, em favor de João Firmino Teixeira.
Titulares
1. João Firmino Teixeira, 1.º Barão de Barcel.